# Xiaoheyan-Kultur

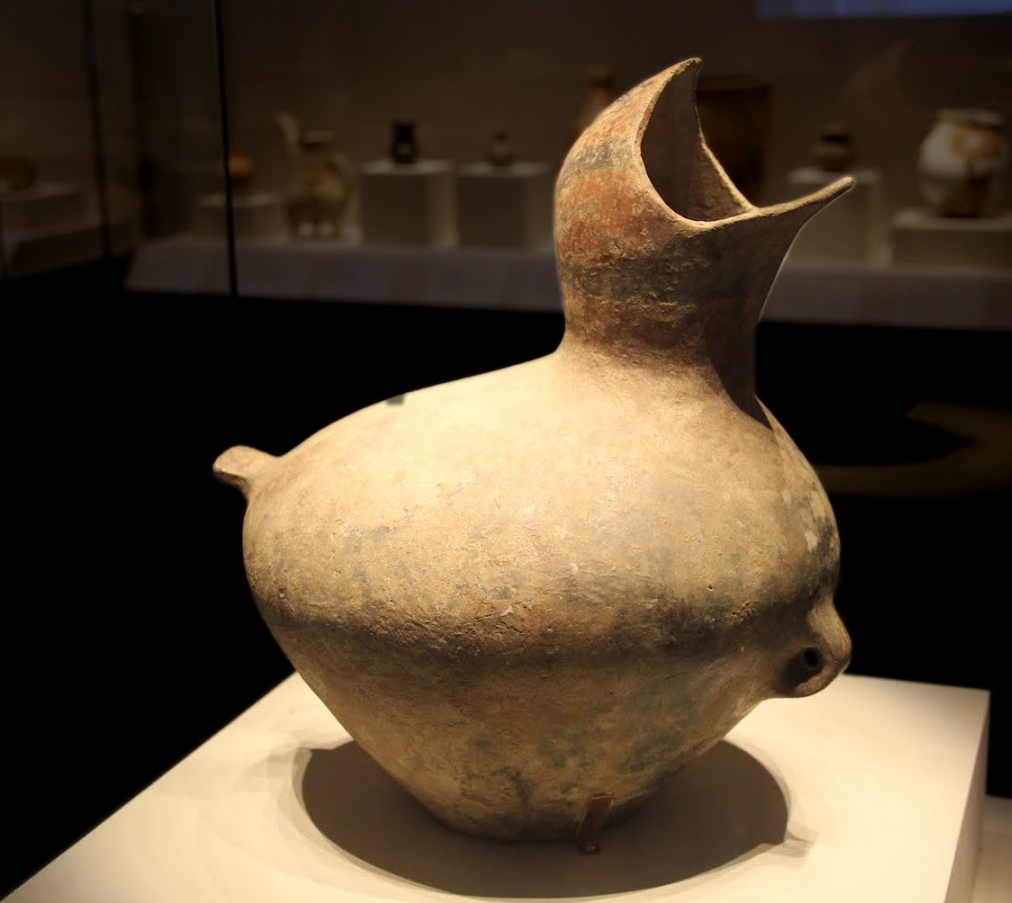
Xiaoheyan-Kultur, Tongefäß in Vogelform, 1977 in der Inneren Mongolei ausgegraben

Die Xiaoheyan-Kultur (chinesisch 小河沿文化, Pinyin Xiǎohéyán wénhuà, englisch Xiaoheyan Culture) war eine neolithische Kultur im Gebiet des Flusses Xiliao He, die auf die Zeit von 3000 bis 2000 v. Chr. datiert wird.
Ihre bekannteste Stätte ist die spätneolithische bis bronzezeitliche Baisilangyingzi–Stätte (Baisilangyingzi yizhi 白斯朗营子遗址) in der Gemeinde Xiaoyanhe (小河沿乡) des Aohan-Banners, Innere Mongolei, die wiederum die beiden Fundplätze Silingshan 四棱山 und Nantaidi 南台地 umfasst.